# Bhumika Shrestha
Bhumika Shrestha, en népalais : भूमिका श्रेष्ठ, est une actrice et une militante du troisième genre népalaise, 
née le 11 janvier 1988 à Katmandou. Le 14 mars 2022 elle se voit décerner le prix international de la femme de courage.

## Filmographie
Actrice
- 2012 : Highway (en)
- 2018 : Kanchhi

Elle-même
- 2010 : Other Nature as Herself (Documentaire)
- 2010 : Beauty and Brains (Documentaire)
- 2014 : Global Gay - Pour qu'aimer ne soit plus un crime (Épisode de Le monde en face)
- 2015 : Out & Around (Documentaire)

## Publication
- Bhumika, 2019 (ISBN 978-9-9379-2592-1)[2].